# ゆるキャラ狩り
ゆるキャラ狩り（ゆるキャラがり）は、2010年3月から佐賀県嬉野温泉の元祖忍者村肥前夢街道の忍者たちが、ゆるキャラに奪われた子供たちからの人気を取り戻すべく、各地域のマスコットキャラクター（ゆるキャラ）をターゲットに"果たし状"を渡して戦いを挑んでいく企画。

## 概要
嬉野温泉の忍者村テーマパーク肥前夢街道の葉隠忍者頭目 剣源蔵（つるぎげんぞう）が、子供たちからの人気を"ゆるキャラ"に奪われたと逆恨みし、その人気を奪回すべくゆるキャラをターゲットに"果し合い"を申し込む。果し合いとは、肥前夢街道が開催するイベント『剣源蔵ゆるキャラ狩り〜GYクライマックス〜』（グレートゆるキャラクライマックス）で、"果たし状"をもらったキャラは、そのイベントに招聘されるというもの。その模様をYouTubeにアップして話題を呼んでいる。他には、剣源蔵の"ゆるキャラ狩り"ブログ（肥前夢街道）や剣源蔵onTwitter（肥前夢街道）などでゆるキャラを捕獲し、果し合いを申し込んでいる。また逆オファーもツイッターのダイレクトメッセージで受け付けている。被害は今後も増大していく模様。
2011年5月28日に開催された「ゆるキャラ狩り/完結編」にて、ゆるキャラ狩りイベントの一時休止を発表した。

## ゆるキャラの被害者
2010年3月にスタートし、現在までに被害者は計25団体。
1. 唐津城築城400周年記念キャラ：唐ワンくん（毎日新聞に掲載）
2. 福岡市城南区役所：ニッコりん&ワルもん
3. 嬉野温泉肥前夢街道：にゃんにゃん丸
4. 佐賀県観光連盟：バーバパパ
5. 福岡市南区役所：ため蔵
6. 福岡市早良区役所：ぴかりん
7. さが食育フェスタ：たべんばくん（佐賀ケーブルぶんぶんテレビにて放送）
8. JAふくれん：めし丸（KBC『アサデス。』にて放送）
9. 宮若市観光協会：追い出し猫（KBC『アサデス。』にて放送）
10. 小城たびたび隊：ようかん右衛門&こい姫（FM佐賀アイラブ小城にて放送）
11. 佐賀新聞社：[1]ペーパくん（佐賀新聞にて掲載）
12. 佐賀県虹ノ松原：にじまつまもる（唐ワンくんが助太刀）
13. 大分県豊前中津「黒田武士顕彰会」：あ!官兵衛（九州で初めての「ゆるキャラ」認定）
14. 福岡県上毛町：コスミーちゃん&チェリーちゃん
15. 佐世保市ハウステンボス龍馬伝館：りょうまちゅーりー（ようかん右衛門が助太刀）マスコミ4社取材
16. 佐賀県NPOスクラム呼子：ケンちゃんサキちゃん
17. 宮崎市着ぐるみ製作会社（キグルミビズ）：ビズベア3兄弟
18. 福岡SOFTBANKホークス：ハリーホーク
19. 博多中洲味の明太子ふくや：かわりみ千兵衛
20. 北九州市戸畑区役所：戸畑祇園めいすいくん
21. FM KITAQ：Qちゃん宣伝部長
22. 佐賀市：俵マイちゃん
23. 佐賀空港：むっぴー
24. STSサガテレビ：ミランバくん
25. 鳥栖市：とっとちゃん
26. 佐世保市：バーガーボーイ
27. UD佐賀：ゆうちゃん（佐賀ケーブルぶんぶんテレビにて放送）
28. 岐阜県/岐南町：ねぎっちょ
29. 献血キャラクター：けんけつちゃん
30. 東京都/大崎駅西口商店会：大崎一番太郎
31. 肥前夢街道：おあげちゃん
32. 着ぐるみ応援団るみすと-RUMIST-：みかわ丸

## ゆるキャラ狩り/GYCLIMAX 参戦キャラ[2]
- 開催地 : 肥前夢街道
- 開催日 : 2010年8月11日（水）

1. 唐ワンくん
2. ニッコりん&ワルもん
3. にゃんにゃん丸
4. ぴかりん
5. たべんばくん
6. めし丸
7. ようかん右衛門&こい姫
8. ペーパくん
9. にじまつまもる
10. あ!官兵衛
11. りょうまちゅーりー
12. ケンちゃんサキちゃん
13. ビズベア3兄弟（台風の影響により不参加）
14. かわりみ千兵衛
15. 戸畑祇園めいすいくん（総務課の災害対策のため急遽不参加）

特別出演：鹿児島県姶良市天才頭脳集団ネオアイラ怪人
※GYclimax優勝（YouTube再生回数）ハウステンボス・りょうまちゅーりー

## ゆるキャラ狩り/番外編 参戦キャラ
- 開催地 : 佐賀インターナショナルバルーンフェスタ
- 開催日 : 2010年11月4日（木）

1. 唐ワンくん（2度目）
2. たべんばくん（2度目）
3. ようかん右衛門&こい姫（2度目）
4. にじまつまもる（2度目）
5. ミランバくん（初参戦）
6. むっぴー（初参戦）
7. 俵マイちゃん（初参戦）
8. とっとちゃん（初参戦）

## ゆるキャラ狩り/Revenge 参戦キャラ
- 開催地 : 肥前夢街道
- 開催日 : 2011年2月11日（金）

1. 大野城市：大野ジョー（初参戦）
2. ユニバーサルデザイン：ゆうちゃん（初参戦）
3. スクラム呼子：ケンちゃんサキちゃん（2度目）
4. ニッコりんワルもん応援団：ニッコりん＆ワルもん（2度目）
5. 小城市：ようかん右衛門＆こい姫（3度目）
6. くらしの安全安心課：たべんばくん（3度目）
7. 唐津市：唐ワンくん（3度目）
8. KANNE：虹松まもる（3度目）

※ベストゆるキャラ賞：小城市宣伝隊・ようかん右衛門＆こい姫

## ゆるキャラ狩り/完結編 参戦キャラ
- 開催地 : 肥前夢街道
- 開催日 : 2011年5月28日（土）

1. 唐ワンくん（4度目）
2. たべんばくん（4度目）
3. ようかん右衛門&こい姫（4度目）
4. にじまつまもる（4度目）
5. ユニバーサルデザイン：ゆうちゃん（2度目）
6. 肥前夢街道：にゃんにゃん丸（2度目）
7. 肥前夢街道：おあげちゃん（初参戦）
8. けんけつちゃん（初参戦）
9. 大崎一番太郎（初参戦）
10. ビズベア（初参戦）
11. ねぎっちょ（初参戦）
12. みかわ丸（デビュー戦）

## 各種メディア
1. 2010年5月30日（日）毎日新聞佐賀地域版に「人気奪回“果し合い”」
2. 2010年6月7日（月）佐賀市ケーブルテレビ(ぶんぶんテレビ)「さが食育フェスタ告知」内で“たべんばくん”へ果たし状
3. 2010年6月17日（木）FM佐賀（アイラブ小城）ようかん右衛門VS剣源蔵「こい姫」誘拐事件!
4. 2010年6月23日（水）佐賀新聞社会版に「新聞社に忍者あらわる　マスコットキャラに“果たし状”」
5. 2010年7月2日（金）テレビリサーチ『nicheee!』（ニッチー）ゆるキャラ狩りについての質疑応答
6. 2010年7月2日（金）ライブドアニュース「葉隠忍者の“ゆるキャラ狩り”がヤベェ」
7. 2010年7月6日（火）KBC九州朝日放送『アサデス。』内で、ゆるキャラ狩りの全貌
8. 2010年7月8日（木）NIB長崎国際テレビ『news every』内で、ちゅーりーVS忍者
9. 2010年7月8日（木）NCC長崎文化放送『スーパーJチャンネルながさき』内で、ちゅーりーVS忍者
10. 2010年7月9日（金）読売新聞佐世保版に『ゆるキャラ決闘で果たし状』
11. 2010年7月9日（金）西日本新聞全九州版『ちゅーりーVS忍者』
12. 2010年7月10日（土）mixiトップニュース『ちゅーりーVS忍者』（フォトランキング1位.地域別ランキング3位）
13. 2010年7月20日（火）インターネットラジオ『ついツイ生だし広島ラジオ』電話生出演
14. 2010年7月21日（水）佐賀新聞「ゆるキャラ軍団ヤフードームに結集 ぺーぱくんも」
15. 2010年7月21日（水）KBC九州朝日放送『アサデス。』鷹の祭典マスコット祭りINYahooドーム（50m走優勝1分間PR）
16. 2010年7月21日（水）FBS福岡放送『めんたいワイド』ニュースでゆるキャラ狩り
17. 2010年7月22日（木）アビスパ福岡『アビスパTV』鷹の祭典マスコット祭りINYahooドーム（50m走優勝1分間PR）
18. 2010年7月28日（水）FM KITAQに「あ!官兵衛」とラジオ生出演
19. 2010年8月1日（日）九州じゃらん9月号「嬉野エリア特集」&「佐賀長崎お出かけゾーン」に掲載
20. 2010年8月5日（木）西日本新聞長崎県北版に掲載
21. 2010年8月10日（火）佐賀新聞にゆるキャラ狩り〜GYクライマックス〜の記事が掲載
22. 2010年8月10日（火）全国ご当地キャラニュースに掲載
23. 2010年8月10日（火）産経新聞から取材を受ける
24. 2010年8月10日（火）FBS福岡放送『めんたいワイド』30秒PRにあ!官兵衛&かわりみ千兵衛&アラフォーくのいちが出演
25. 2010年8月11日（水）「さがしったー」がUSTREAMを中継
26. 2010年8月11日（水）共同通信から取材を受ける
27. 2010年8月11日（水）NIB長崎国際テレビ『enery news』にて放送
28. 2010年8月12日（木）佐賀新聞にイベント内容が掲載
29. 2010年8月26日（木）リイド社「戦国武将列伝」にあ!官兵衛との戦いが掲載
30. 2010年9月3日（金）FM中津NOASFM「亜寿香のエナジーステーション」に、あ!官兵衛と生出演
31. 2010年12月15日（木）佐賀市ケーブルテレビ(ぶんぶんテレビ)「UD全国大会告知」で“ゆうちゃん”へ果たし状
32. 2010年12月28日（水）九州じゃらん「SASEBO×うれしの黄金ルート」にてバーガーボーイと共演
33. 2011年1月5日（木）読売新聞「ゆるキャラ相次ぎ登場、佐賀の自治体などで」